# Home Nations Championship 1883
Home Nations Championship 1883 var det første Home Nations Championship i rugby union. Mesterskabet havde deltagelse af England, Irland, Skotland og Wales, og der blev spillet fem kampe i perioden 16. december 1882 – 3. marts 1883.
England vandt turneringen ved at slå de tre andre hold blev dermed den første vinder af triple crown, bortset fra at den betegnelse endnu ikke var i brug på det tidspunkt..

## Resultater
Kampene blev afgjort efter flest scorede mål. Hvis holdene stod lige, blev flest scorede forsøg afgørende.
| Dato              | Kamp               | Res.        | Spillested |
| ----------------- | ------------------ | ----------- | ---------- |
| 16. december 1882 | Wales – England    | 0–2         | Swansea    |
| 8. januar 1883    | Skotland – Wales   | 3–1         | Edinburgh  |
| 5. februar 1883   | England – Irland   | 1–0         | Manchester |
| 17. februar 1883  | Irland – Skotland  | 0–1         | Belfast    |
| 3. marts 1883     | Skotland – England | (1) 0–0 (2) | Edinburgh  |

| Plac. | Hold     | Kampe | Kampe | Kampe | Kampe | Mål   | Mål | Point |
| Plac. | Hold     | K     | V     | U     | T     | Score | ±   | Point |
| ----- | -------- | ----- | ----- | ----- | ----- | ----- | --- | ----- |
| 1.    | England  | 3     | 3     | 0     | 0     | 3-0   | +3  | 6     |
| 2.    | Skotland | 3     | 2     | 0     | 1     | 4-1   | +3  | 4     |
| 3.    | Irland   | 2     | 0     | 0     | 2     | 0-2   | −2  | 0     |
| 3.    | Wales    | 2     | 0     | 0     | 2     | 1-5   | −4  | 0     |